# Prince Louis FC
Prince Louis Football Club w skrócie Prince Louis FC – burundyjski klub piłkarski grający w trzeciej, a niegdyś w burundyjskiej pierwszej lidze, mający siedzibę w mieście Bużumbura.

## Sukcesy
- I liga[1]:
  - mistrzostwo (3): 1980, 1981, 2001.

- Puchar Burundi[2]:
  - zwycięstwo (1): 1992.

## Występy w afrykańskich pucharach
| Sezon | Rozgrywki                 | Runda   | Kraj     | Klub            | Dom | Wyjazd | Dwumecz |
| ----- | ------------------------- | ------- | -------- | --------------- | --- | ------ | ------- |
| 1993  | Puchar Zdobywców Pucharów | 1       | Zambia   | Kabwe Warriors  | 2–1 | –      | 2–1     |
| 1993  | Puchar Zdobywców Pucharów | 2       |          | Jomo Cosmos FC  | 3–3 | 0–4    | 3–7     |
| 2002  | Liga Mistrzów             | wstępna | Mozambik | CD Costa do Sol | 0–1 | 0–4    | 0–5     |
| 2007  | Puchar Konfederacji       | wstępna | Rwanda   | Atraco FC       | 0–0 | 0–3    | 0–3     |

## Stadion
Domowe mecze klub rozgrywa na stadionie o nazwie Stade Intwari w Bużumburze, który może pomieścić 22000 widzów.